# Козинські насадження сосни звичайної (втрачені)
Заповідне урочище «Козинські насадження сосни звичайної» (втрачене). Площа 77,2 га.
Рішенням Київської обласної ради від 5.03.2002 № 326-20-XXIII «Про скасування статусу території природно-заповідного фонду місцевого значення Київської області» об'єкт скасовано.
Причина скасування зазначена як «територія урочища не складає суцільного масиву, насадження досягли свого біологічного віку і не виконують функцій заповідної території». Фактично, територія ПЗФ була скасована безпосередньо під вирубку. Отримати копії наукових обґрунтувань, що лягли в основу скасування заповідного статусу території, виявилось неможливим. Листом № 04-09/8539 від 04.08.2011 обласне Державне управління охорони навколишнього природного середовища у Київській області повідомляє: «у зв'язку з тим, що в Держуправлінні тривалий час не існувало архіву, зазначені наукові обґрунтування… в Держуправлінні відсутні».